# Signal Mountain
Signal Mountain – miasto w Stanach Zjednoczonych, w stanie Tennessee, w hrabstwie Hamilton.